# Paul-Philipp Kaufmann
Paul-Philipp Kaufmann, född den 21 juni 1996, är en tysk landhockeyspelare.

## Karriär
Paul-Philipp Kaufmann ingick i det tyska landhockeylaget som tog silver vid OS 2024.